# Zobeydeh Dūbāt
Zobeydeh Dūbāt (persiska: زبیده دوبات, Zobeyd Va Dabbāt) är en ort i Iran.   Den ligger i provinsen Khuzestan, i den centrala delen av landet, 500 km sydväst om huvudstaden Teheran. Zobeydeh Dūbāt ligger 32 meter över havet och antalet invånare är 710.
Terrängen runt Zobeydeh Dūbāt är mycket platt. Runt Zobeydeh Dūbāt är det ganska tätbefolkat, med 144 invånare per kvadratkilometer. Närmaste större samhälle är Zovīyeh-ye Do, 16,3 km öster om Zobeydeh Dūbāt. Trakten runt Zobeydeh Dūbāt består till största delen av jordbruksmark.